# Dramlje
Dramlje – wieś w Słowenii, w gminie Šentjur. W 2018 roku liczyła 417 mieszkańców.